# Marta Łukaszewska
Marta Łukaszewska (ur. 11 marca 1982 we Wrześni) – polska siatkarka występująca na pozycji atakującej. Od sezonu 2016/2017 zawodniczka PSPS Chemika Police.